# Compleción (álgebra)
En álgebra abstracta, una compleción es cualquiera  de los varios functores en anillos y módulos que resultan en anillos y módulos topológicamente completos. La compleción es similar  a la localización, y junto a ella está entre las herramientas más básicas para analizar  anillos conmutativos. Los anillos conmutativos completos tienen una estructura más sencilla que los generales y el lema de Hensel se aplica a ellos. Geométricamente, una compleción de un  anillo conmutativo R se concentra en un entorno formal de un punto o un subvariedad cerrada de Zariski de su espectro Spec R.

## Construcción general
Supongamos que E es un grupo abeliano  con una filtración descendente:
{\displaystyle E=F^{0}{E}\supset F^{1}{E}\supset F^{2}{E}\supset \cdots \,}
de subgrupos. Podemos definir la compleción (con respecto a la filtración) como el límite inverso:
{\displaystyle {\hat {E}}=\varprojlim (E/F^{n}{E}).\,}
Esto es otra vez un grupo abeliano. Normalmente, E será un grupo abeliano aditivo. Si E tiene una estructura algebraica adicional compatible con la filtración; por ejemplo, si E es un anillo filtrado, un módulo filtrado, o un espacio vectorial filtrado; entonces su compleción es otra vez un objeto con la misma estructura, que es completo en la topología determinada por la filtración. Esta construcción puede ser aplicada tanto a  anillos conmutativos como no conmutativos. Como era de esperar, esto produce un anillo topológico completo.

## Ejemplos
1. El anillo de enteros p-ádicos Zp se obtiene completando el anillo Z de enteros en el ideal (p).